# Шоноктуй
Шоноктуй — село в Борзинском районе Забайкальского края России. Административный центр и единственный населённый пункт сельского поселения «Шоноктуйское». Основано в 1860 году.

## География
Село находится в северо-восточной части района, на правом берегу реки Шоноктуй (приток Борзи), на расстоянии примерно 65 км (по прямой) к северо-востоку от города Борзя, административного центра района. Абсолютная высота — 834 м над уровнем моря.
Климат
Климат характеризуется как резко континентальный с продолжительной морозной и малоснежной зимой и тёплым (временами жарким), неравномерно увлажнённым летом. Средняя температура воздуха самого холодного месяца (января) составляет от −26 °C до −29 °C; средняя температура самого тёплого месяца (июля) — 19 — 21 °C. Среднегодовое количество атмосферных осадков составляет 250—310 мм.
Часовой пояс
Село Шоноктуй находится в часовой зоне МСК+6. Смещение применяемого времени относительно UTC составляет +9:00.

## Население
| 2010 | 2012 | 2013 | 2014 | 2015 | 2016 | 2017 |
| ---- | ---- | ---- | ---- | ---- | ---- | ---- |
| 306  | ↘300 | ↘298 | ↘294 | ↘287 | ↘281 | ↘275 |
| 2018 | 2019 | 2020 | 2021 |      |      |      |
| ↘260 | ↘240 | ↘237 | ↘193 |      |      |      |

Половой состав
По данным Всероссийской переписи населения 2010 года, в гендерной структуре населения мужчины составляли 50,7 %, женщины — соответственно 49,3 %.
Национальный состав
Согласно результатам переписи 2002 года, в национальной структуре населения русские составляли 97 % из 429 чел.

## Улицы
- ул. Набережная,
- ул. Новая,
- ул. Октябрьская,
- ул. Победы,
- ул. Советская[17].